# Lemuren-Ringbeutler
Der Lemuren-Ringbeutler (Hemibelideus lemuroides, Syn.: Hemibelideus cervinus Logman, 1915) ist eine Beutelsäugerart aus der Familie der Ringbeutler (Pseudocheiridae). Er trägt seinen Namen aufgrund der Ähnlichkeiten mit den madagassischen Lemuren.

## Merkmale
Das Fell der Lemuren-Ringbeutler ist ausgesprochen dicht und wollig, es ist an der Oberseite in einem dunklen Schokoladenbraun und an der Unterseite gelbgrau gefärbt. Eine seltenere Farbmorphe ist auf dem Rücken cremefarben, ihre Bauchseite ebenfalls gelbgrau. Sie wurde in der Vergangenheit als eigenständige Art beschrieben. Der Schwanz ist bis auf den hinteren Bereich an der Unterseite ebenfalls dicht behaart und kann als Greifschwanz verwendet werden. Der Kopf ist relativ klein, die kurzen Ohren ragen kaum aus dem Fell heraus. Zwischen den Gliedmaßen haben sie angedeutete Flugmembranen, die auf eine enge Verwandtschaft zum Riesengleitbeutler hindeuten. Diese Tiere erreichen eine Kopf-Rumpf-Länge von 31 bis 40 Zentimeter, haben einen 23 bis 38,4 Zentimeter langen Schwanz und ein Gewicht von 810 bis 1170 Gramm.

## Lebensweise

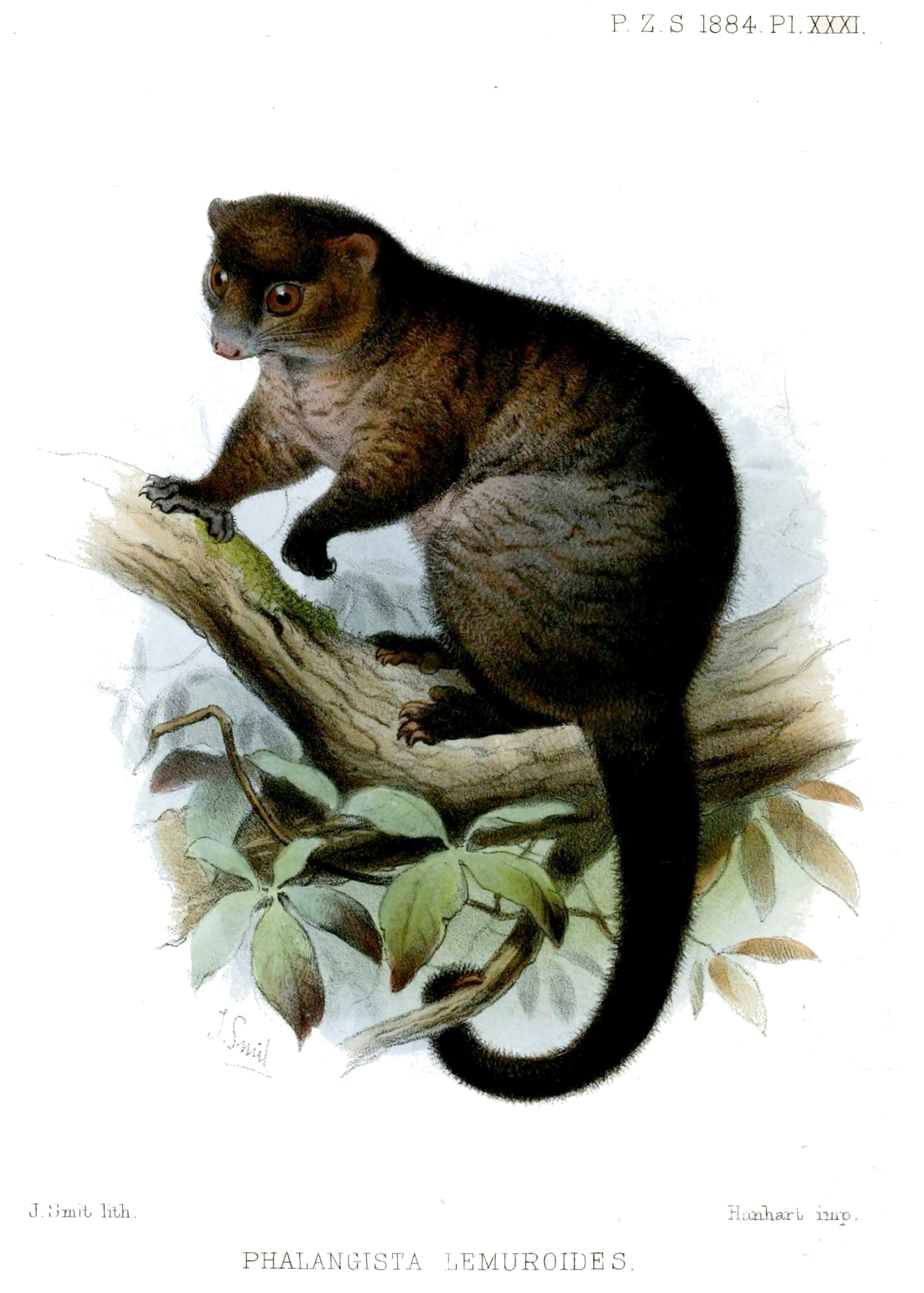
Lemuren-Ringbeutler

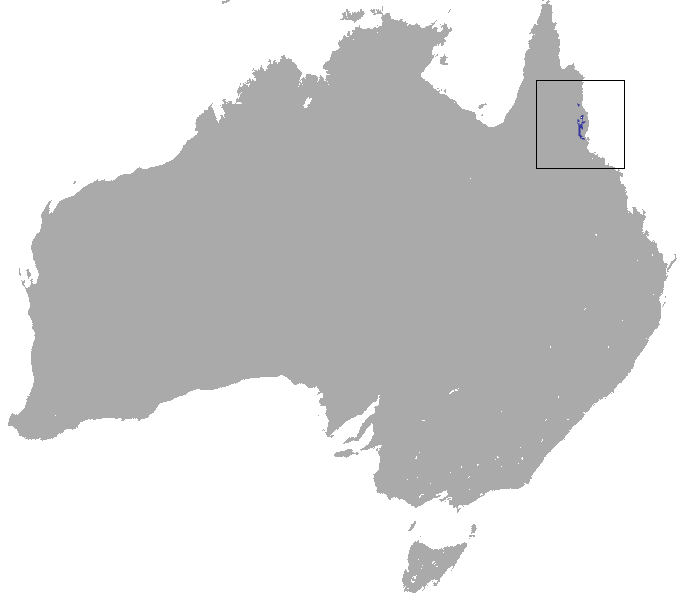
Verbreitungsgebiet des Lemuren-Ringbeutlers im nordöstlichen Queensland

Lemuren-Ringbeutler leben in zwei kleinen Gebieten in den Feuchttropen von Queensland (Australien). Eine Population lebt zwischen Ingham und Cairns in einer Höhe von etwa 400 Metern über dem Meeresspiegel, die andere, kleinere in einer Höhe von 1100 Metern auf dem Tafelland des Mount Carbine westlich von Mossman.
Lemuren-Ringbeutler sind ausgesprochene Baumbewohner, die sich meist in Höhen von elf bis zwanzig Metern aufhalten, und damit höher als ihre Verwandten, der Grüne Ringbeutler (Pseudochirops archeri) und der Herbert River-Ringbeutler (Pseudochirulus herbertensis). Sie gelten als agile und gute Kletterer und können auch etwa zwei bis drei Meter weit von Baum zu Baum springen. Den Tag verbringen sie in Baumhöhlen schlafend, um in der Nacht auf Nahrungssuche zu gehen. Sie leben oft in kleinen Familiengruppen zusammen (Männchen und Weibchen oder Weibchen mit Nachwuchs), bei der Nahrungsaufnahme schließen sie sich manchmal zu größeren Gruppen (bis zu acht Tiere) zusammen. Ihre Nahrung besteht in erster Linie aus Blättern. Insgesamt sind 37 Arten von Regenwaldbäumen bekannt, deren Blätter sie fressen, vor allem von Lorbeergewächsen, Elaeocarpacen und Rautengewächsen.
Der Beutel der Weibchen enthält zwei Zitzen, trotzdem kommt meist ein einzelnes Jungtier zur Welt. Nach der Geburt verbringt dieses die ersten Lebensmonate im Beutel der Mutter, später reitet es auf ihrem Rücken. Die Geburten finden meist zwischen August und November statt, Jungtiere, die auf dem Rücken der Mutter reiten werden von Oktober bis April gesehen.
Zu den natürlichen Feinden des Lemuren-Ringbeutlers gehören der Amethystpython (Simalia kinghorni), der Rostkauz (Ninox rufa), die Flecken-Rußeule (Tyto multipunctata) und der Riesenbeutelmarder (Dasyurus maculatus).

## Systematik
Der Lemuren-Ringbeutler wurde 1884 durch den norwegischen Zoologen Robert Collett unter dem wissenschaftlichen Namen Phalangista lemuroides beschrieben und noch im gleichen Jahr durch denselben Autor der Gattung Hemibelideus zugeordnet. Die Gattung ist bis heute monotypisch geblieben. Innerhalb der Familie der Ringbeutler (Pseudocheiridae) bildet der Lemuren-Ringbeutler zusammen mit den drei Arten der Riesengleitbeutler (Petauroides) die Unterfamilie Hemibelideinae.

## Gefährdung
Ein Teil ihres Verbreitungsgebietes ist geschützt, dort dürften die Tiere relativ häufig sein, durch Rodungen und Zerstückelung ihres Lebensraumes sind sie in anderen Gebieten selten geworden. Durch Rodungen und Zerstückelung ihres Lebensraumes sind sie besonders bedroht, da sie nicht auf den Erdboden kommen um zwischen verschiedenen Waldfragmenten zu wechseln, nur die Blätter von Bäumen, die für Primärwälder typisch sind, fressen und natürliche, ausreichend große Baumhöhlen benötigen, um tagsüber zu schlafen. Die IUCN listet die Art als potenziell gefährdet (Near Threatened).